# Ndabili Bashingili
Ndabili Bashingili (geb. 28. Dezember 1979 in Semitwe) ist ein ehemaliger botswanischer Marathonläufer.
Bashingili trat bei den Olympischen Sommerspielen 2004 in Athen und 2008 in Peking an. Im Marathon 2004 kam er auf Platz 25 mit einer Zeit von 2:18:09 h. 2008 kam er als 59. ins Ziel mit 2:25:11 h.